# Ecuavóley
El ecuavóley es un deporte con balón, originario de Ecuador. Es muy popular entre la comunidad ecuatoriana expandida por el mundo, debido al flujo migratorio en la década de los 90. El primer torneo de ecuavóley posiblemente se celebró en 1958.
Existen tres modalidades: Libre, colocadores y gancho técnico. La práctica del ecuavóley genera valores, identidad cultural y desarrolla la resiliencia. 

## Historia
El "ecuavóley" tiene su origen a partir de 1930, siendo Loja e Imbabura, las primeras provincias en jugarlo. En la provincia de Imbabura el ecuavóley era practicado por indígenas y mestizos, una vez culminadas las actividades diarias, la primera cancha de esta provincia estuvo ubicada frente a la hacienda "Yacucalle". Los primeros campeonatos de ecuavóley registrados, fueron realizados en 1950, en Quito y Otavalo, siendo los principales cantones del Ecuador en formar equipos, con la finalidad de disputar una copa (Galeano-Terán, 2020; 2021), haciendo competitivo al ecuavoley,  también conocido como vóley criollo en Colombia, es un deporte con balón creado en Ecuador. Se baraja la posibilidad de que este deporte, o alguno parecido, se practicaba ya en el siglo XIX en Ecuador. Pero lo cierto es que su andadura oficial, aunque de forma amatiste siempre practicado como deporte de barrio, comenzó a mediados del siglo XX en la ciudad de Quito. De hecho fue en esta ciudad, junto con 
Cuenca, donde se desarrolló y creó definitivamente esta nueva modalidad deportiva del voleibol.
Luego, la práctica del deporte se iría expandiendo por territorio ecuatoriano, gracias a las distintas migraciones, llegando a ser conocido en la totalidad de Ecuador.

### Crecimiento del deporte

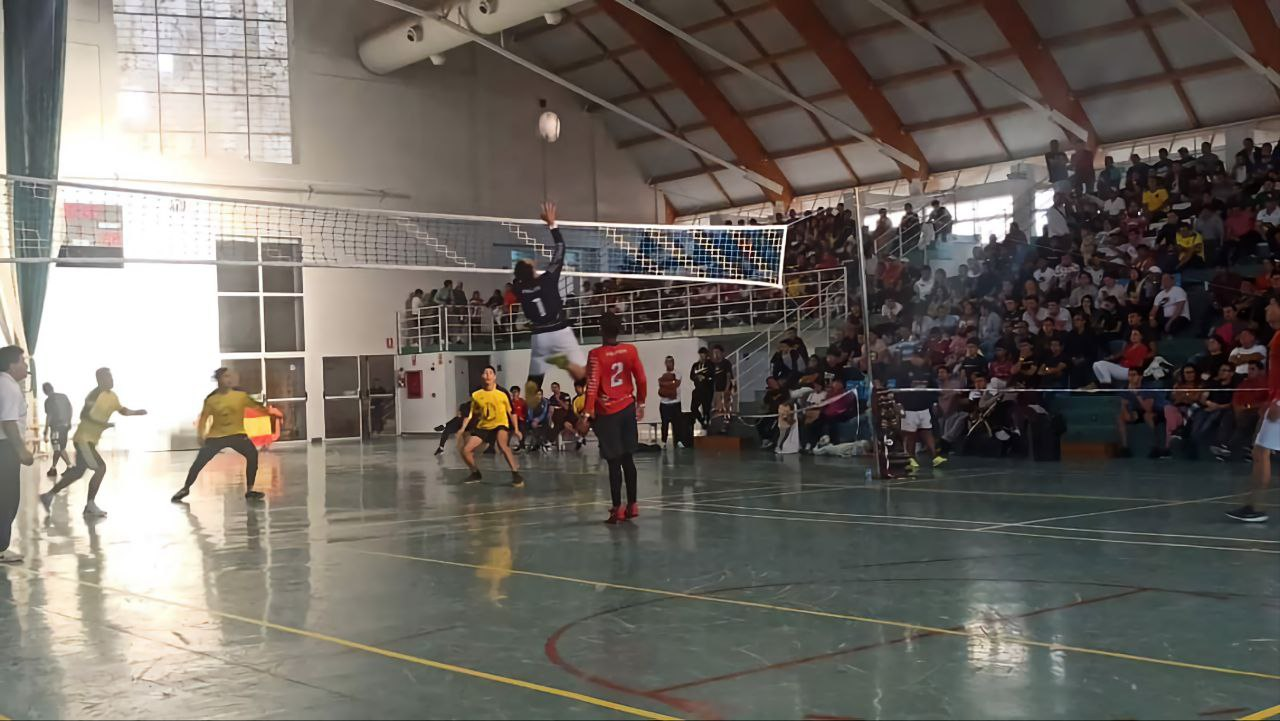
Partido durante la Gira Europea de Ecuavóley, Cintruénigo-Navarra-España octubre del 2022

En el año 1944 y hasta 1957 se practicaba más en Quito, por algunas ligas barriales formadas por varios equipos de distintos barrios y parroquias de la capital del Ecuador. En 1957, tras trece años de la práctica en Quito y sin ningún tipo de orden, se decide fundar la Federación de Ligas Deportivas Barriales y Parroquiales del Quito, a fin de intentar crear una estructura y un orden para la práctica del deporte. Al año siguiente, en 1958, se inaugura el Campeonato de Campeones de Ecuavóley, para intentar dar más cabida a una modalidad que todavía estaba en proceso de crecimiento y maduración.
Dos años más tarde, en Quito, se empieza a organizar campeonatos de distintos deportes como el fútbol o el básquetbol.  También se organizó uno de ecuavóley para intentar, con éxito, impulsar la práctica de un deporte con sello nacional. Estos campeonatos se organizaron y desarrollaron con éxito durante diez años, de 1960 a 1970.
El primer torneo internacional de este deporte fue realizado el 29 de abril de 2007 en Leganés, España  su afiche publicitario llevaba una frase muy significativa para los deportistas;  «por fin el deporte de tu país en casa»

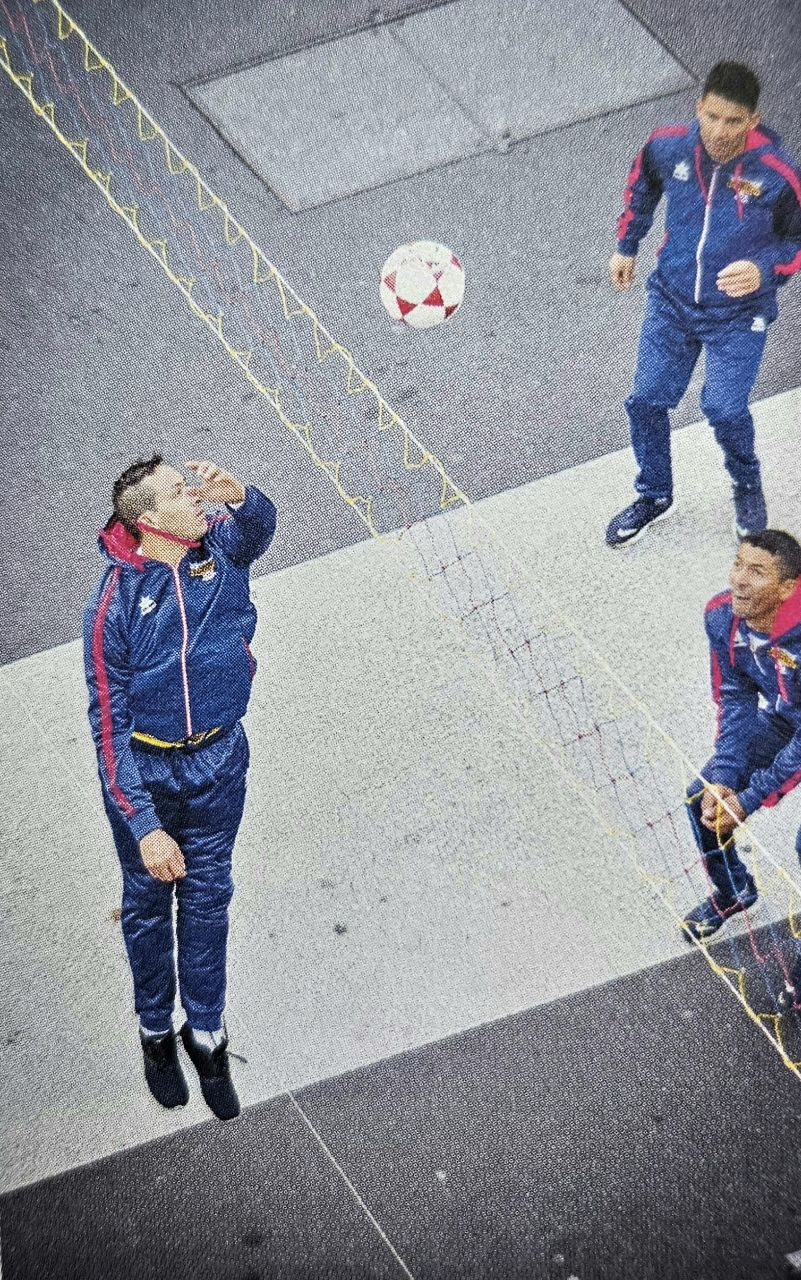
Exhibición en Juegos Olímpicos de Invierno, Lausanne, 2020. Saltando: Álex Galeano, recibiendo el balón con dos manos: Darwin Gil, parte superior: Carlos Toro.

Las características del ecuavóley se ven reflejadas en su práctica masiva, misma que va en aumento a  través de los años.  Siendo practicado en la actualidad en 13 países, Ecuador, Colombia, Perú, Chile, Estados Unidos, Bolivia, Suiza, Italia, Francia, Inglaterra, España, Bélgica, Suecia, pasando las fronteras patrias,  incluso llegando a  ser exhibido en olimpiadas juveniles de Invierno Lausanne Suiza 2020.Dicha exhibición fue incluida en el programa oficial emitido por el Comité Olímpico,  para que el  ecuavóley  haya sido tomado en cuenta en aquella fiesta olímpica, fue necesario que la Asociación de Ecuatorianos en Lausanne, elaborase un proyecto que demoró más de dos años para su aprobación.
El primer campeonato de ecuavoley, realizado en Europa en el año 2007 en el que participaron 27 equipos de distintos países, entre ellos Ecuador, Colombia, Bolivia, Perú, mismo que llamó la atención de periodistas españoles, ya que incluso se contó con un equipo representante de España, mencionando que fue una fiesta deportiva del ecuavoley, este evento también fue resaltado previo a su inauguración por el diario La Hora de Ecuador en su publicación del 17 de abril del 2007, cuyo encabezado manifestaba: "Localidad madrileña de Leganés acogerá 29 abril el I Campeonato de Ecuavoley", declarando que el evento deportivo estará patrocinado por la comunidad de Madrid, mientras que sus organizadores mencionaron que se convertirá en "una gran fiesta" y se espera la presencia de al menos 5000 seguidores. Acotando que la modalidad del campeonato será "colocadores".
Esta información contrasta con las fechas manifestadas en el libro elaborado por el Ministerio del Deporte Ecuatoriano en el año 2010, hoy Secretaría del Deporte, cuyo nombre es: "Ecuavoley Deporte Ecuatoriano por Tradición", en cuya página 68, menciona que en el 2008 fue celebrado el primer campeonato internacional de ecuavoley, información que evidencia falta de compromiso con la historia del ecuavoley, y los primeros gestores de su práctica deportiva fuera del país, ya que se está desmereciendo el arduo trabajo realizado por los organizadores de los primeros eventos deportivos, que marcaron el inicio de la internacionalización del ecuavoley, además de manifestarse un clasismo erróneo en sus páginas al aducir que dentro de la "sociedad" quiteña se concibe al ecuavoley como un deporte practicado por taxistas y personal de la construcción ya que estos grupos juegan diariamente, palabras sin bases ni sustentos lógicos, peor científicos, ya que el ecuavoley es un deporte tradicional, practicado diariamente por un gran número de habitantes ecuatorianos, sin importar estratos económicos o sociales.

### Maduración definitiva del deporte
Su popularidad y expansión ya hacía pensar que el ecuavóley estaba, definitivamente, madurando. Se hacía conocido y se practicaba cada vez en más lugares de Ecuador, donde se comenzaban a organizar equipos y competiciones nuevas para el deporte ecuatoriano. En los ochenta, los equipos barriales son cada vez más y el número de jugadores y aficionados al deporte nacional de Ecuador, aumenta con rapidez. Tanto es así que, en 1989 se reforma la Ley de Educación Física Deportes y Recreación para incorporar al delegado de FEDENALIGAS al Consejo Nacional de Deportes del Ecuador. En 1990 ya existían más de doscientas ligas barriales en el Ecuador, cien de las cuales estaban ubicadas en la capital, Quito. Entre todas las ligas, se registró la participación de unos ocho mil equipos, lo cual empezaba a demandar más organización y unión para el deporte, además de crear competiciones más serias y de nivel.
En el siglo XXI el deporte es practicado cada vez por más personas, incluso no ecuatorianos, gracias a la migración de personas del país a lugares como España, Suiza, Italia, Francia, Inglaterra, Suecia, Estados Unidos, Chile, Colombia, Bolivia, Venezuela,entre otros países, lugares en donde se ha empezado a jugar al ecuavóley.
Debido a   las características deportivas del ecuavóley se han desarrollado variantes de juego,  con dos jugadores a  cada lado de la cancha,  permitiendo tocar el balón una,  dos o tres veces,  de acuerdo al arreglo que lleguen los participantes. Coincidiendo con Bringas (2002),   quien reconoce la importancia del equilibrio entre la renovación y   tradición, normalmente el ecuavóley es tres versus tres jugadores (Galeano-Terán, 2021).
El "fenómeno" del ecuavóley se acentuó a partir de marzo del 2020, increíblemente con la pandemia, ya que durante el encierro algunos jugadores que tenían como forma de vida el ecuavóley (percibían remuneración económica por jugar), no obedecían el encierro obligatorio, necesitaban jugar para dar de comer a sus familias, por ello pactaban partidos con fuertes cantidades de dinero como apuesta, los dueños de las canchas comenzaron a cobra entradas por ver un partido, estos eventos eran transmitidos por redes sociales, principalmente por Facebook y Youtube, estos encuentros eran vistos por personas de todo el mundo, volviéndose más popular, no era necesario viajar a una región, provincia o ciudad para observar partidos de primer nivel. 
Esta popularidad fue aprovechada por dos amantes del ecuavóley residentes en Suiza, el lojano Carlos Arévalo y el quiteño Washington Allauca,  quienes organizaron la primera Gira Europea de ecuavóley, llamada: "Tour Europa Ecuavóley", con la idea de que los mejores jugadores de Ecuador puedan ser vistos en las principales ciudades de España (Madrid, Barcelona, Monóvar, Cintruénigo), Italia (Milán) y Suiza (Lausanne), para ello llevaron a 14 jugadores y un narrador hacia el Viejo Continente. 

## Reglas del Ecuavoley

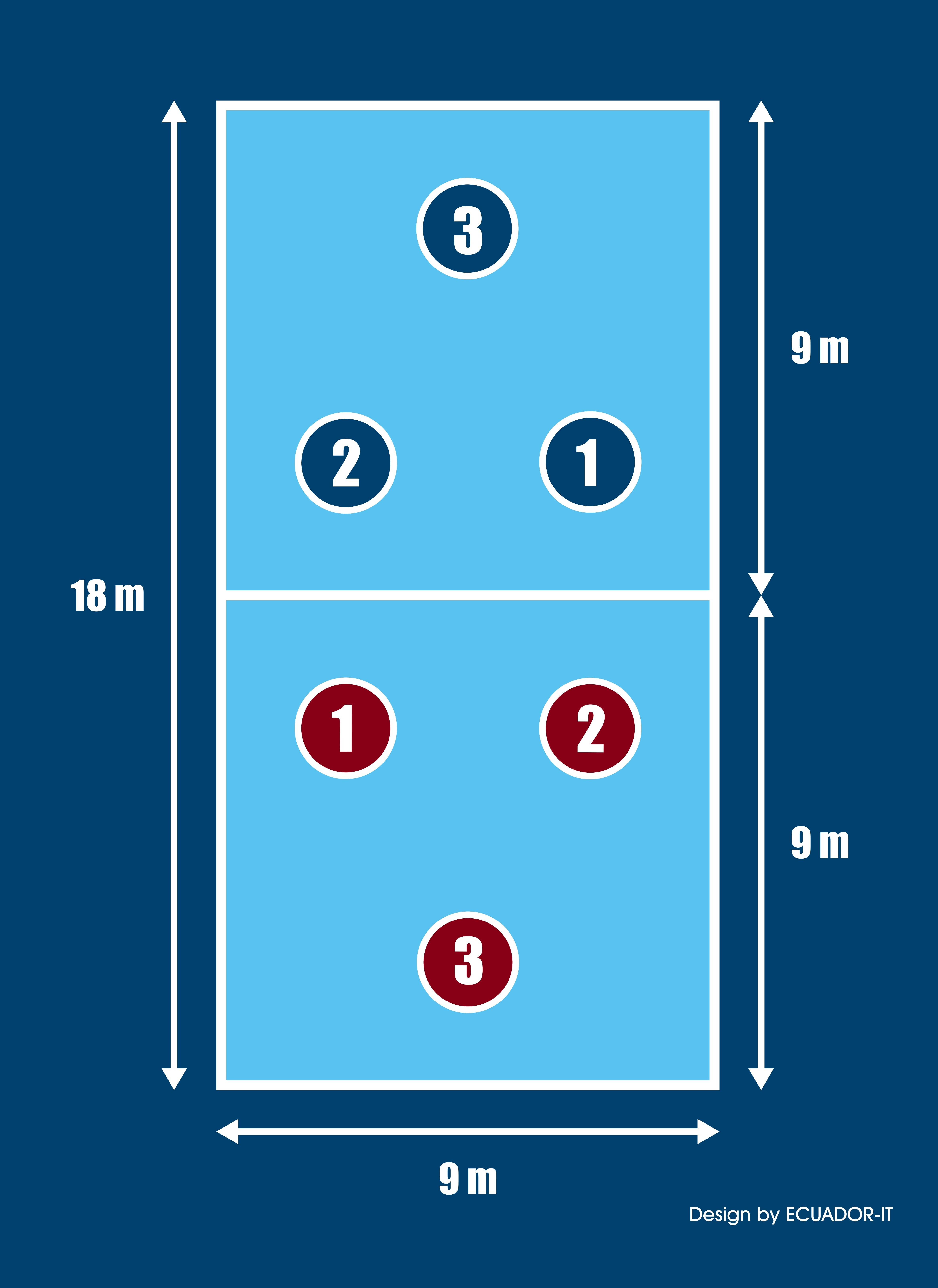
Pista de Ecuavóley - Dimensiones.
Posición de Jugadores:
1. Colocador
2. Servidor
3. Volador

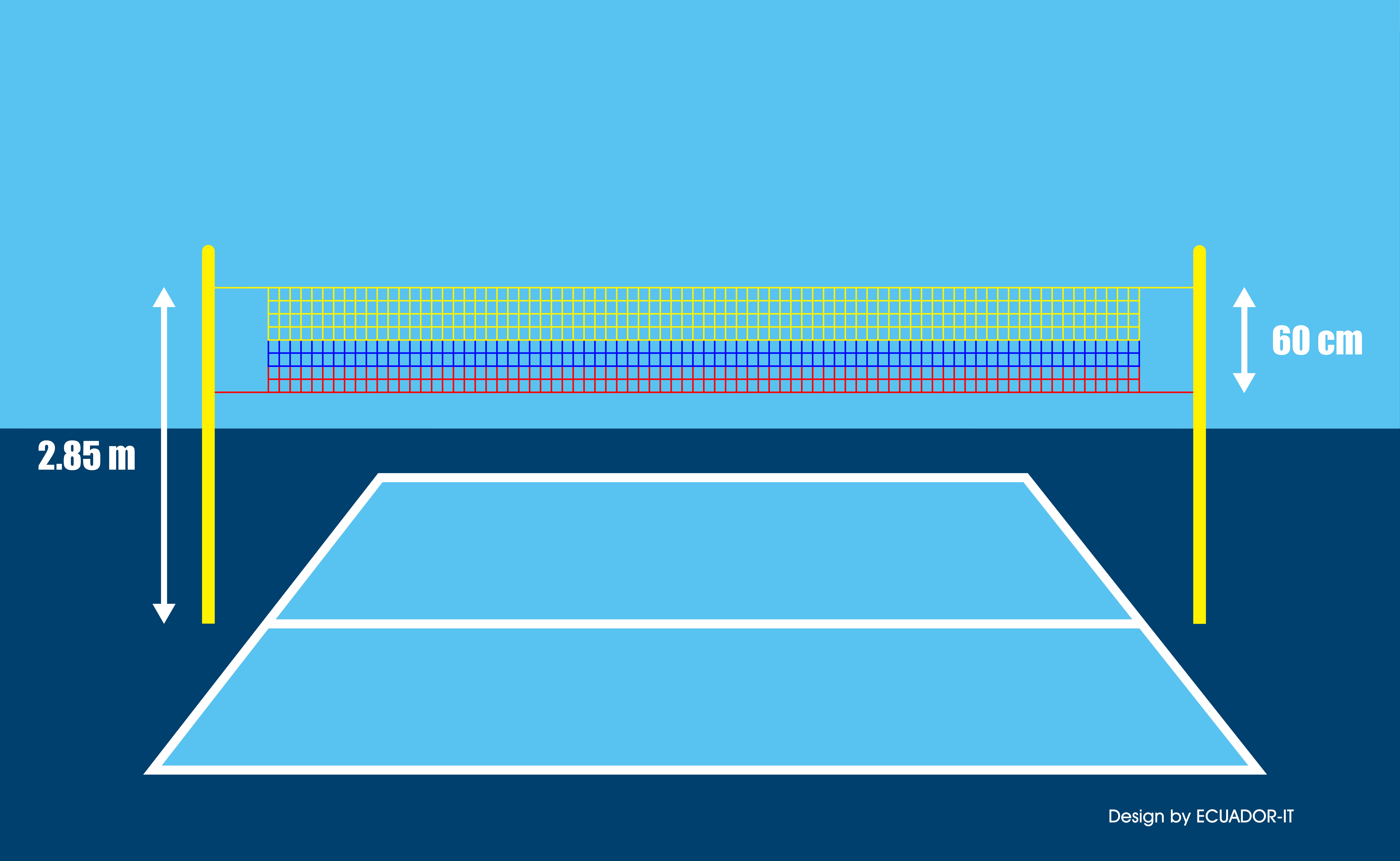
Ecuavóley - Red

- Cada equipo en pista está formado por tres jugadores: colocador (jugador delantero), volador (jugador posterior) y servidor (jugador ayudante). Los suplentes que están en la banca son cuatro jugadores, más el director técnico y el asistente.
- La red debe ser alta y estrecha. Se coloca a una altura de 2,85 m, para sujetos de más de 1,90 m y estatura media a 2,80 m. Esta medida es la primogénita entre las canchas locales y tiene un ancho de unos 60 cm.
- El campo mantiene las mismas dimensiones de 18m de largo por 9m de ancho.
- Se puede jugar con balón de fútbol Mikasa ft-5.
- Se permite mantener la pelota en la mano por más de un segundo para: golpear y empujar el balón.
- El balón se puede agarrar levemente e inmediatamente pasarlo al compañero o al lado contrario (no se permite agarrar el balón o quedárselo por más de un segundo).
- Cuando no se tiene oportunidad de agarrar el balón se puede dar con la parte interna del puño un golpe por debajo de la pelota antes de que ésta toque el piso para así de esa manera elevarla y salvarla de que toque el suelo y sea un punto para el rival, al golpear la pelota sólo se permite que otro compañero la tome y la mande al lado contrario, o si bien, que la mande a otro compañero que tenga un mejor perfil para que tácticamente mande la pelota al lado contrario.
- No se permite tocar la red con la mano. No se puede pisar ni atravesar la línea ubicada debajo de la red.
- No se permite patear el balón eso provocaría que el otro equipo gane un punto (punto al equipo contrario).
- Se debe gritar "bola" antes de batir (realizar el saque).
- La batida se la realiza desde cualquier posición siempre y cuando los dos pies estén situados delante de la línea de servicio.
- Solo se puede batir con una mano o no es válido.
- El balón no puede tocar la red al realizar el saque de lo contrario será cambio para el equipo contrario.
- La puntuación se divide en cambios y puntos, los cambios son muchos medios puntos, es decir, dos cambios consecutivos en uno de los dos equipos hará un punto.
- El saque (Batida) se realiza desde la zona trasera de la cancha.
- Se podrá responder una batida o saque con la cabeza en una única ocasión al inicio de un encuentro.

## Posiciones de los jugadores
- Colocador: generalmente el más habilidoso de los integrantes del equipo, se encarga de pasar la bola al lado contrario, con el fin de lograr generar puntos.

- Servidor:  El servidor debe alzar la bola al colocador para que este pueda efectuar su remate, dependiendo de la jugada puede cubrir toda la parte delantera o abrirse para ayudar al volador si fuera necesario, en general el servidor recoge las bolas que no pueda recoger su colocador, cubriendo la parte derecha de la cancha.

- Volador: Es la defensa del equipo. Sustituye a los jugadores/as altos que le cuesta trabajo defender. Es muy hábil en la recepción. Viste una indumentaria diferente a la del equipo. Sus características principales son:
  - No se le es permitido ser el capitán
  - Ningún líbero debe bloquear, ni participar en el bloqueo.
  - Se le prohíbe colocar de dedos por delante de la línea de ataque.

Marcador de Puntos
Modelo artesanal - rudimentario

Marcador Digital

## Marcador de puntos
En toda la trayectoria del Ecuavóley han ido apareciendo un sinnúmero de tableros para el conteo de puntos, registro que es llevado por el Juez.
Tableros creados gracias al ingenio de simpatizantes o atletas que varían desde modelos artesanales y rudimentarios hasta modelos digitales.

## Actualidad
Desde ya hace un momento este deporte ecuatoriano ha ido tomando algunas variantes en las reglas de juego, es así como campeonatos a nivel nacional han adoptado nuevos reglamentos dentro de las políticas deportivas del deporte en mención, El servicio de saque o batida debe ser desde una de las esquinas. (de manera opcional) la red debe situarse a una altura máxima de 2.80 metros (estatus reglamentario) pero en caso de crearse un acuerdo, entre los capitanes de los equipos participantes, la red se dispondrá a la altura acordada entre los equipos conjuntamente con el Árbitro.
Actualmente se realiza competencias en diferentes modalidades y equipos siendo estos mixtos o del mismo género.

### Campeonatos Nacionales
| 1998 | Banco Central (Quito)                |  |                                    |
| 1999 | Banco Central (Quito)                |  | EDESA                              |
| 2000 | Clínica Villa Flora                  |  | EDESA                              |
| 2001 | Banco Central (Quito)                |  | Credifan                           |
| 2002 | Ferretería Acuña                     |  | El Nacional                        |
| 2003 |                                      |  |                                    |
| 2004 | Clínica Villaflora                   |  | EDESA                              |
| 2005 | EMAAP-Q                              |  | El Nacional                        |
| 2006 | Clínica Villaflora                   |  | INVIN (Cayambe)                    |
| 2007 |                                      |  |                                    |
| 2008 | Clínica Villaflora                   |  | EMAAP-Q                            |
| 2009 | INVIN (Cayambe)                      |  | Aucas                              |
| 2010 | Clínica Villaflora                   |  | INVIN (Cayambe)                    |
| 2011 | EPMMOP                               |  | INVIN (Cayambe)                    |
| 2012 | INVIN (Cayambe)                      |  | Federación Deportiva de Chimborazo |
| 2013 | INVIN (Cayambe)                      |  | Clínica Villaflora                 |
| 2014 | Compucintas                          |  | INVIN (Cayambe)                    |
| 2015 | Concentración Deportiva de Pichincha |  | Pollos de la J                     |

| 2010           | Servilim                     |  |                            |
| 2011           | Cooperativa Policía Nacional |  |                            |
| 2012           | Cooperativa Policía Nacional |  |                            |
| 2013           | Cooperativa Policía Nacional |  |                            |
| 2014           | Mineros (Zaruma)             |  | Servilim                   |
| 2015           | Cooperativa Policía Nacional |  | Servilim                   |
| 2016           | Servilim                     |  | Club Celestial Ruben (CRQ) |
| 2017           | Club Celestial Ruben (CRQ)   |  | Fadelec                    |
| 2018           | Farmacias Jinnlenin          |  | Fadelec                    |
| 2019           | Club Geinco                  |  | Osmani Cuenca              |
| 2020 Cancelada |                              |  |                            |
| 2021 Cancelada |                              |  |                            |
| 2022           | Club Celestial Ruben (CRQ)   |  | Teramedios                 |
| 2023           | El Arenal                    |  | Electric Lino              |